# Щепины-Оболенские
Не путать с князьями Щепиными-Ростовскими.
Щепины-Оболенские — угасший русский княжеский род, Рюриковичи, одна из множества ветвей князей Оболенских. Род внесён в Бархатную книгу. 
Происходят от носившего прозвище Щепа князя Дмитрия Семёновича Оболенского (XVIII колено от Рюрика), сына боярина Семёна Ивановича Оболенского. Из восьми сыновей Дмитрия Семёновича  от Ивана Золотого и Семёна Серебряного пошли небольшие ветви князей Золотых-Оболенских и Серебряных-Оболенских, а Фёдор Шафырь – имел единственного сына Дмитрия Шафырева, который погиб бездетным. Остальные потомки Дмитрия Семёновича писались Щепины-Оболенские.
По родословной росписи известны всего семнадцать представителей рода мужского пола.

## Известные представители
| №            | Имя, Отчество                                | № отца | Примечания                                                                                  |
| ------------ | -------------------------------------------- | ------ | ------------------------------------------------------------------------------------------- |
| 1            | Оболенский Дмитрий Семёнович Щепа            |        | Родоначальник                                                                               |
| 2            | Щепин-Оболенский Иван Дмитриевич Золотой     | 1      | Родоначальник князей Золотые-Оболенские                                                     |
| 3            | Щепин-Оболенский Семён Дмитриевич Серебряный | 1      | Родоначальник князей Серебряные-Оболенские                                                  |
| 4            | Щепин-Оболенский Данила Дмитриевич           | 1      | Подписался на поручной записи по князьям Шуйским (1528), голова в войсках на Кашире (1531). |
| 5            | Щепин-Оболенский, Никита Дмитриевич          | 1      | Сын боярский, голова.                                                                       |
| 6            | Щепин-Оболенский, Борис Дмитриевич           | 1      | Сын боярский, воевода.                                                                      |
| 7            | Щепин-Оболенский Фёдор Дмитриевич Шафырь     | 1      |                                                                                             |
| 8            | Щепин-Оболенский, Дмитрий Дмитриевич         | 1      | Сын боярский, голова († 1535)                                                               |
| 9            | Щепин-Оболенский Цыгорь Дмитриевич           | 1      | По прибытии послов от хана Менгли Гирея, послан спросить о здоровье царя (1508), бездетен.  |
| 10           | Щепин-Оболенский Андрей Данилович            | 4      |                                                                                             |
| 11           | Щепин-Оболенский, Пётр Данилович             | 4      | Воевода.                                                                                    |
| 12           | Щепин-Оболенский, Фёдор Никитич              | 5      | Сын боярский, стольник и голова, убит при взятии Казани († 1552).                           |
| 13           | Щепин-Оболенский Пётр Никитич                | 5      | Московский дворянин, убит при взятии Казани († 1552)                                        |
| 14           | Щепин-Оболенский Юрий Борисович              | 6      | Умер молодым                                                                                |
| 15           | Щепин-Оболенский, Дмитрий Фёдорович Шафырёв  | 7      | Воевода, казнён († 1565).                                                                   |
| 16           | Щепин-Оболенский Иван Фёдорович              | 7      |                                                                                             |
| 17           | Щепин-Оболенский Иван Дмитриевич Сухорук     | 8      | Бездетен                                                                                    |
| Род пресёкся |                                              |        |                                                                                             |